# Унгард Наталія Олександрівна
Наталія Олександрівна Унгард (рос. Наталья Александровна Унгард; нар. 1 лютого 1965) — російська акторка театру і кіно

## Життєпис
Наталія Унгард народилася і виросла в Молдавії. У 1986 році закінчила ВТУ ім. Б. В.Щукіна, де навчалася в майстерні М. Р. Тер-Захарової. Грає в Московському Новому драматичному Театрі. 
Співпрацювала з театрами: «Режисерські майстерні», Театральний Дім «Старий Арбат», «Театр ім. Рубена Сімонова», МДТ «Практика», «СТОтеатр.»

## Творчість

### Театральні роботи
- «Лиса співачка» — місіс Сміт
- «Вдови» — 1-ша вдова
- «Небезпечні зв'язки» — куртизанка Емілія
- «Асамблея» — іноземка-танцівниця
- «Професіонали перемоги» — мати Володимира
- «Час народжувати» — бомжиха-дворянка Серафима Генриховна
- «Не все коту масляна» — Феона
- «Мармелад» — Регіна

Дитячі вистави
- «Котячий будинок» — Кішка
- «Василиса Премудра» — Василиса, Баба-Яга
- «Стійкий олов'яний солдатик» — Лялька
- «Король Шлемиль», «Спритник Тодді» — Бабуся Лея

### Фільмографія
- 2016 «Після багатьох бід» — Вікторія
- 2016 «Слідчий Тихонов» — Катерина Семенівна Пачкаліна
- 2016 «Василиса» — Тоня
- 2015 «Весняне загострення» — керуюча рестораном
- 2015 «Заборонене кохання» — тітка Маша
- 2015 «Королева краси» — епізодична роль
- 2015 «Стурбовані, або Любов зла» — мати Олени (Немає в титрах)
- 2015 «Квітка папороті» — Михайлівна
- 2015 «Метод» — Захарова, мати Анюлі
- 2014 «Жінки на межі» — Дуня, прибиральниця в театрі
- 2014 «Чиста вода біля витоку» — Манька
- 2014-2016 «Фізрук» — Маргарита Павлівна, чиновниця з міськвно
- 2013 «Два батька і два сина» — Наталія Павлівна, класний керівник Влада
- 2013 «Неформат» — Тетяна Михайлівна Серебрякова, мати Ірини
- 2013 «12 місяців» — Раїса Василівна
- 2013 «Дружба народів» — епізодична роль
- 2013 «Обмани, якщо кохаєш» — мати Ірини
- 2013 «Вчитель у законі. Повернення» — провідниця
- 2012 «Красуня» — старша продавчиня
- 2012 «Вбити Дрозда» — Яшка
- 2012 «Наречена мого нареченого» — Катерина
- 2012 «Цікава Варвара» — Сніжана Борисівна, мати Тамари
- 2011 «Уральська мереживниця» — мати Світлани
- 2011 «Свати-5» — Марія Іванівна Дундукова, шкільна прибиральниця
- 2011 «Новини» — Ніна Аркадіївна, липова співробітниця РАГСу
- 2011 «Манна небесна» — сусідка Дюдікова
- 2011 «Дикий-2» — мама Кочкіна
- 2011 «Голубка» — Клавдія Петрівна, бухгалтер дитбудинку
- 2010 «Точка кипіння» — Тетяна
- 2010 «Таке звичайне життя» — Хохлова, начальниця Ірини, завідувач лабораторії
- 2010 «Останній акорд» — Любов Гущіна, мама Наді
- 2010 «Будинок зразкового утримання» — Тамара Матвіївна Масютина, директор дитбудинку
- 2009 «Таке життя» — Настя
- 2009 «Солдати-16» — зав кафедрою
- 2009 «Ромашка, кактус, маргаритка» — Віола, подруга і колега Марго
- 2008 «Псевдонім „Албанець“-2» — Танька
- 2007 «Білка в колесі» — Поліна
- 2007 «І падає сніг» — Зоя, (Немає в титрах)
- 2007 «Хто у домі господар?» — тітка Люся
- 2007 «Моя мама-Снігуронька» — Галина Апполінарьевна, мати Степашки
- 2007 «Лера» — суддя
- 2007 «07-й змінює курс» — стюардеса
- 2006 «Золота теща» — клієнтка
- 2005 «Адвокат 3» — Світлана Михайлівна, дружина Леоніда Пуригін
- 2004 «Моя прекрасна няня» — медсестра, роль другого плану
- 2004 «Солдати 2» — рецидивістка «Слива», роль другого плану
- 2003 «Саша + Маша» — журналістка
- 2003 «Театральний роман» — схвильована жінка